# Pseudanthias ventralis
Pseudanthias ventralis es una especie de peces de la familia Serranidae en el orden de los Perciformes.

## Subespecies
- Pseudanthias ventralis hawaiiensis (Randall, 1979
- Pseudanthias ventralis ventralis (Randall, 1979